# Citroën TAMH
Le Citroën TAMH est la version ambulance du TUB.